# Kötőszövet
A kötőszövet a rostos szövetek egy fajtája különböző funkciókkal. A szövetek öt típusának egyike a támasztó-, a hám-, az izom- és az idegszövet mellett.
Támogatja és összeköti a belső szerveket, hozzájárul a csontképzéshez, építi az érfalakat, az izmokat a csontokhoz köti, sérülés esetén pótolja a más típusú szöveteket.
A kötőszövet túlnyomórészt az ún. alapanyagba ágyazódott hosszú rostokból áll. Ezen rostok sűrűsége ill. bizonyos kémiai anyagok megléte ill. hiánya a kötőszövetek egyes fajtáit könnyűvé és rugalmassá, míg másokat keménnyé és merevvé teszi.
A kötőszövetnek vannak speciális, könnyebben azonosítható fajtái is – csontok, ínszalagok, inak, a porc, továbbá a zsírszövet.
A kötőszövet minden formája tartalmazza:
- sejtenkívüli rostok
- alaktalan sejtközötti állomány, az ún. alapanyag
- állandó és mozgó sejtek

Néhány területen a kötőszövet laza szerkezetű és sejtekbe rendeződött; másutt a rostos összetevő dominál; végül a test egyéb pontjain az alapanyag lehet a legfontosabb alkotóelem.

## Rost típusok
- kollagénrostok: kollagéntartalom, csigolyák közötti porcállomány
- elasztikus rostok: sok elasztin, pl fülkagyló, porcos orr
- csontvelő: szilárd sejtközötti állomány. 30-40%-os fehérjetartalom jellemző. Rugalmas törékeny csont Ca3(PO4)2, CaCO3